# Bojanówka (Kraśnik)
Bojanówka – część miasta Kraśnika w województwie lubelskim, w powiecie kraśnickim, dawniej odrębna miejscowość. Leży na zachód od centrum miasta, w rejonie ulicy Bojanowskiej.

## Historia
Dawniej był to folwark o nazwie Suchynia lub Bojanówka. Od 1867 w gminie Dzierzkowice w powiecie janowskim. W okresie międzywojennym miejscowość należała do powiatu janowskiego w woj. lubelskim. 21 kwietnia 1928 włączona do Kraśnika.
1 stycznia 1973, w związku z reformą administracyjną kraju, południowo-wschodnią część Bojanówki ze Spławami Pierwszymi odłączono od Kraśnika (od granicy posesji nr 72 w kierunku północno-zachodnim do granicy ze Spławami), tworząc w niej sołectwo Bojanówka w nowo utworzonej gminie Kraśnik. Zasadnicza część Bojanówki (właściwej) pozostała w granicach Kraśnika.
Na mocy uchway Nr XXXV/283/2017 Rady Miasta Kraśnik z 23 lutego 2017, ulicy zlokalizowanej na działkach 174, 67/6, 175/1, 179/1, 183/1, 186/5 w obrębie geodezyjnym Bojanówka, stanowiącej drogę gminną, nadano nazwę Bojanowska.